# Emilio Nsue
Emilio Nsue López  (Mallorca, 30 de septiembre de 1989) es un futbolista hispano-ecuatoguineano. Juega como centrocampista en el C. F. Intercity de la Primera Federación. Es internacional absoluto con Guinea Ecuatorial. Representó oficialmente a España en categorías inferiores.
Disputó más de 100 partidos en la Primera División de España, como jugador del R. C. D. Mallorca. Además, logró participar en la Premier League durante su etapa en el Middlesbrough F. C.
Originalmente delantero, fue retrasando su posición a lo largo de su carrera, llegando a desempeñarse muchas veces como lateral derecho.
Como internacional juvenil, ganó el Campeonato Europeo de la UEFA Sub-19 2007 y disputó la Copa Mundial de Fútbol Sub-20 de 2009.
Nacido de padre ecuatoguineano, jugó con la selección de Guinea Ecuatorial en la Clasificación de CAF para la Copa Mundial de Fútbol de 2014 y 2026. Sin embargo, en ambas ocasiones, fue declarado no elegible por la FIFA ya que cuando jugaba para España no tenía la nacionalidad ecuatoguineana, por lo que no podía cambiar de selección luego. Dicha decisión fue revertida por la propia FIFA en 2025.

## Trayectoria
Emilio Nsue se formó como delantero en las categorías inferiores del R. C. D. Mallorca y del Atlético Baleares (hasta cadete) en donde destacó por su facilidad goleadora (durante esta época varios clubes como el Chelsea se interesaron por su contratación). Debutó con el primer equipo en Primera ante el Villarreal C. F. el 3 de febrero de 2008.
Más tarde jugó cedido entre 2008 y 2010 en las filas del C. D. Castellón y la Real Sociedad en la Segunda División.
En la temporada 2010-11 se incorporó definitivamente a la primera plantilla del R. C. D. Mallorca en la Primera División. Su primer gol lo logró en el Camp Nou en el empate a 1 entre el F. C. Barcelona y Real Mallorca. Durante sus cuatro temporadas ininterrumpidas en el conjunto balear, su posición fue siendo retrasada a la de interior derecho e, incluso, lateral derecho. 
En julio de 2014 rescindió su contrato y firmó con el Middlesbrough F. C. de la segunda división inglesa. En mayo de 2016 ascendió con el Boro a la Premier League y en agosto debutó en esa división, convirtiéndose en el tercer futbolista de origen ecuatoguineano en competir en la liga inglesa, detrás de Lauren Etame Mayer y Pedro Obiang, pero, a diferencia de ellos, fue el primer jugador en militar en la Premier League y a su vez ser internacional absoluto por Guinea Ecuatorial. 
En el mercado de invierno de 2018 recaló en el APOEL de Nicosia de Chipre y el mismo club rescindió de forma unilateral su contrato el 1 de marzo de 2019 por falta grave de disciplina. La siguiente temporada estuvo en el Apollon Limassol antes de volver al APOEL de Nicosia.
El 9 de febrero de 2022, tras comenzar la temporada sin equipo, firmó por el F. K. Tuzla City de la Liga Premier de Bosnia y Herzegovina. Disputó diez encuentros en algo más de dos meses antes de rescindir su contrato a finales de abril al tener una oferta de otro equipo. Entonces le surgió la oportunidad de volver a España, ya que el 17 de junio firmó por dos años con el C. F. Intercity.

## Selección nacional
Nacido en Mallorca de padre ecuatoguineano (de Ebibeyín) y madre española, Nsue representó a España en categorías inferiores. Durante un ciclo de seis años (2005–2011), pasó por las selecciones sub-16, sub-17, sub-19, sub-20 (llegando a disputar la Copa Mundial de Fútbol Sub-20 de 2009 y marcarle dos goles a Tahití) y sub-21.
Guinea Ecuatorial probó reiteradas veces, sin éxito, reclutarlo. Apostaron en que diera el sí en ocasión para la Copa Africana de Naciones de 2012 (CAN) -el conjunto hispano africano participaba por ser uno de los países organizadores-, pero Nsue estaba enfocado en tratar de ser parte de la selección española sub-23 que disputaría los Juegos Olímpicos Londres 2012 y, para no perder la opción, dejó pasar la propuesta de jugar la CAN.
Luego de no quedar seleccionado para la cita olímpica, sumado a la floja temporada del Mallorca, sin lograr destacarse; Nsue firmó en marzo de 2013 un contrato de la Federación Ecuatoguineana de Fútbol (FEGUIFUT) por el cual se compromete a acudir a las convocatorias del Nzalang Nacional (apodo de la selección de Guinea Ecuatorial). Debutó con un triplete el 24 de marzo de 2013 contra la selección de Cabo Verde en un partido de clasificación para el Mundial de 2014, que acabó en victoria por 4:3 para los ecuatoguineanos. Sin embargo, la FIFA consideró que Nsue todavía no era elegible para poder jugar con Guinea Ecuatorial, dado que la FEGUIFUT no les había presentado en tiempo y forma el documento del cambio de asociación, por lo que le dio la victoria por incomparecencia a Cabo Verde por 3:0. Unos meses más tarde, Guinea Ecuatorial volvió a alinear a Nsue en el partido disputado contra Cabo Verde el 8 de junio de 2013 en Praia correspondiente a la misma fase clasificatoria. Aunque esta vez Cabo Verde ganó sobre el terreno de juego por 2:1, la FIFA volvió a sancionar a Guinea Ecuatorial con la pérdida del partido con incomparecencia (3:0) e impuso una sanción económica a la federación ecuatoguineana, además de ratificar su decisión previa. Nsue reapareció con Guinea Ecuatorial en un amistoso disputado el 16 de noviembre de 2013 contra España.
En mayo de 2024, la FIFA suspendió cualquier partido de la selección nacional durante seis meses por jugar sin ser elegible en dos partidos de clasificación para el Mundial de 2026.
El 5 de marzo de 2025, quedó atado a Guinea Ecuatorial gracias a un cambio de asociación aprobado por la FIFA.

## Clubes
Actualizado al último partido jugado el 24 de mayo de 2025.
| Club                  | País                 | Temporada | Liga               | Partidos | Goles | Copa | Goles | Ascenso | Goles |
| --------------------- | -------------------- | --------- | ------------------ | -------- | ----- | ---- | ----- | ------- | ----- |
| R. C. D. Mallorca "B" | España               | 2006-07   | Tercera División   | -        | -     |      |       | 2       | 0     |
| R. C. D. Mallorca "B" | España               | 2007-08   | Tercera División   | -        | -     |      |       | 1       | 0     |
| R. C. D. Mallorca     | España               | 2007-08   | Primera División   | 2        | 0     |      |       |         |       |
| C. D. Castellón       | España               | 2008-09   | Segunda División   | 38       | 7     | 3    | 1     |         |       |
| Real Sociedad         | España               | 2009-10   | Segunda División   | 33       | 5     | 1    | 0     |         |       |
| R. C. D. Mallorca     | España               | 2010-11   | Primera División   | 38       | 4     | 4    | 2     |         |       |
| R. C. D. Mallorca     | España               | 2011-12   | Primera División   | 30       | 3     | 4    | 1     |         |       |
| R. C. D. Mallorca     | España               | 2012-13   | Primera División   | 32       | 2     | 2    | 0     |         |       |
| R. C. D. Mallorca     | España               | 2013-14   | Segunda División   | 40       | 4     | 1    | 0     |         |       |
| Middlesbrough         | Inglaterra           | 2014-17   | Championship       | 98       | 4     |      |       |         |       |
| Birmingham City F. C. | Inglaterra           | 2017-18   | Championship       | 37       | 7     |      |       |         |       |
| Apoel F. C.           | Chipre               | 2018-19   | Campeonato Cyta    | 13       | 3     |      |       |         |       |
| Apollon Limassol      | Chipre               | 2019-20   | Campeonato Cyta    | 20       | 1     |      |       |         |       |
| Apoel F. C.           | Chipre               | 2020-21   | Campeonato Cyta    | 35       | 3     |      |       |         |       |
| F. K. Tuzla City      | Bosnia y Herzegovina | 2021-22   | Liga Premier       | 10       | 2     | 3    | 1     |         |       |
| C. F. Intercity       | España               | 2022-     | Primera Federación | 90       | 18    | 3    | 0     |         |       |

## Palmarés

### Títulos internacionales
| Título               | Equipo | Sede    | Año  |
| -------------------- | ------ | ------- | ---- |
| Eurocopa Sub-19      | España | Austria | 2007 |
| Juegos Mediterráneos | España | Pescara | 2009 |

### Distinciones individuales
| Distinción                                            | Año  |
| ----------------------------------------------------- | ---- |
| Bota de Oro de la Copa Africana de Naciones (5 goles) | 2023 |